# Lisbeth Fehr

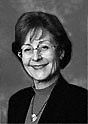
Lisbeth Fehr

Lisbeth Fehr (* 14. April 1938 in Winterthur, heimatberechtigt in Flaach) ist eine Schweizer Politikerin (BDP, früher SVP).
Fehr war von 1978 bis 1986 in der Primarschulpflege. 1986 gelang ihr die Wahl in den Kantonsrat des Kantons Zürich, wo sie bis 1991 Einsitz hatte. Von 1985 bis 1993 war sie Präsidentin der Bezirksschulpflege und präsidierte später auch die kantonale Winterhilfe Zürich und die Internationale Gesellschaft für Menschenrechte der Sektion Schweiz. Zum 25. November 1991 wurde sie in den Nationalrat gewählt und war dort in der Aussenpolitischen und der Sicherheitspolitischen Kommission tätig. Von 1996 bis 2004 war sie Mitglied und 2000 bis 2004 Präsidentin der Schweizer Delegation in der Parlamentarischen Versammlung des Europarates. Bei den Schweizer Parlamentswahlen 2003 wurde sie von ihrer Partei nicht mehr nominiert und schied daher zum 30. November 2003 aus der grossen Kammer aus. Seitdem die Bürgerlich-Demokratische Partei des Kantons Zürich am 2. Mai 2009 gegründet wurde, gehört sie dieser als Vizepräsidentin an.
Sie ist verheiratet und hat ein Kind.